# Rocche aldobrandesche

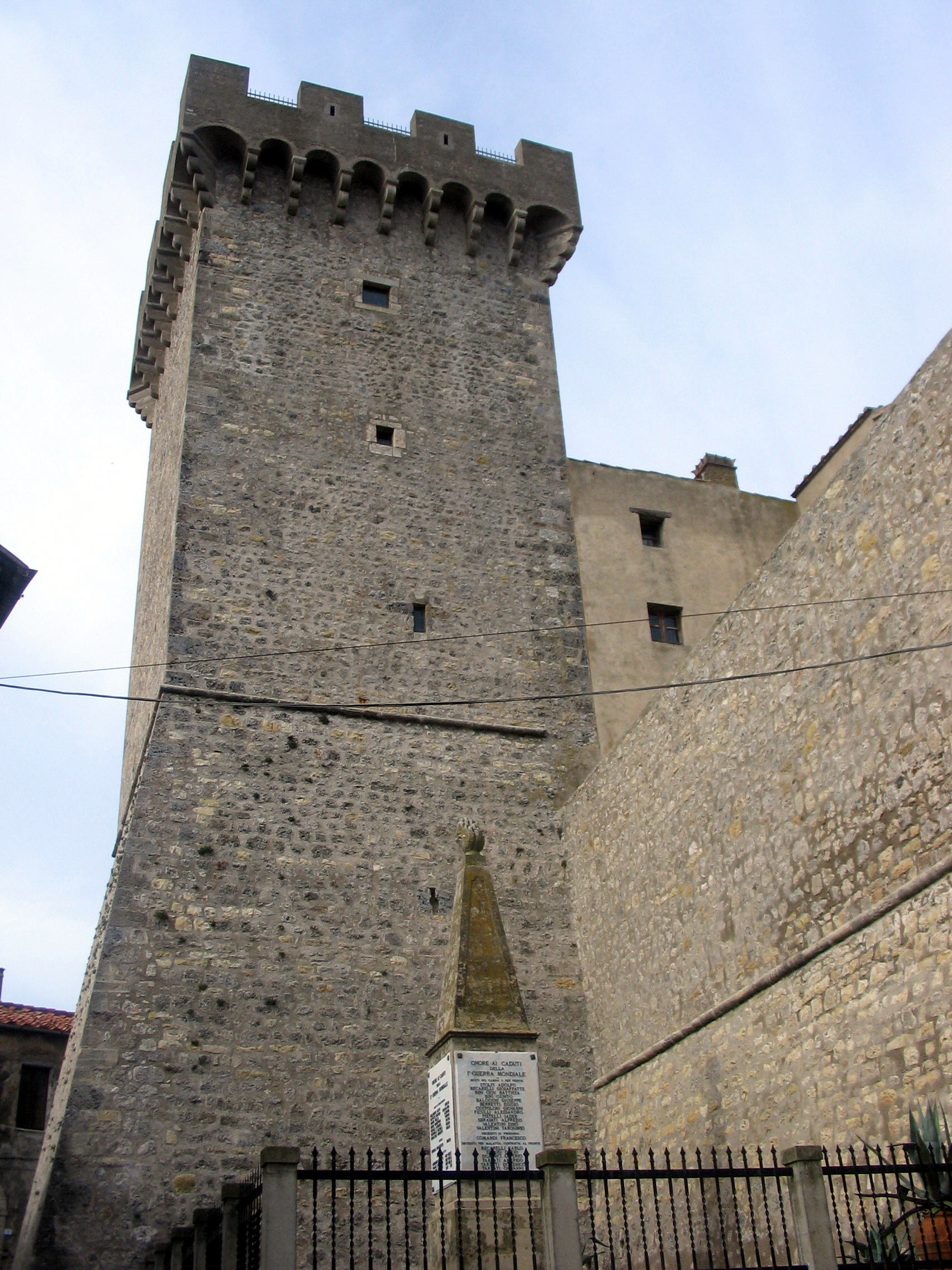
La torre della Rocca aldobrandesca di Capalbio

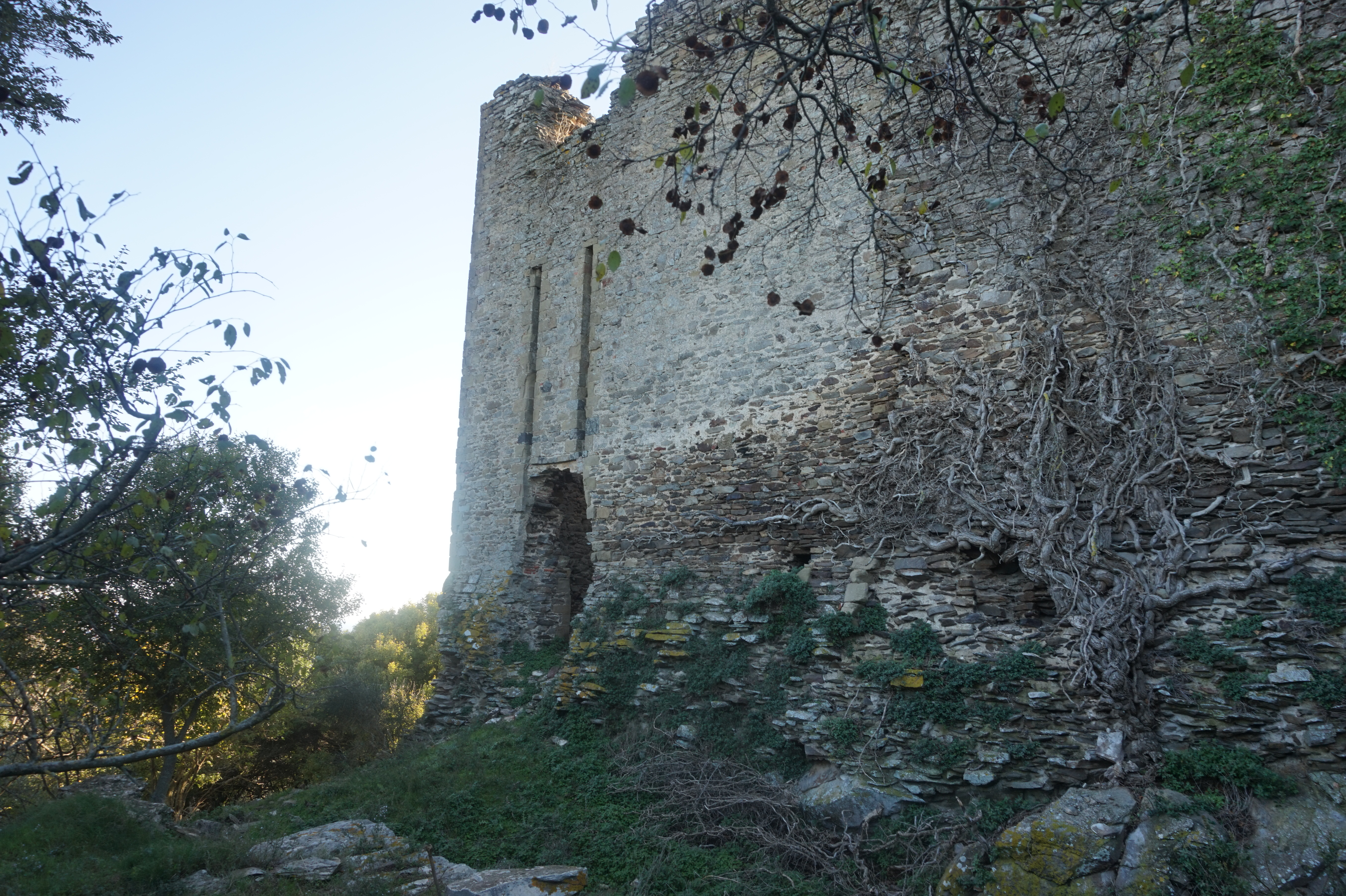
Rocca Aldobrandesca - Roccaccia di Montauto

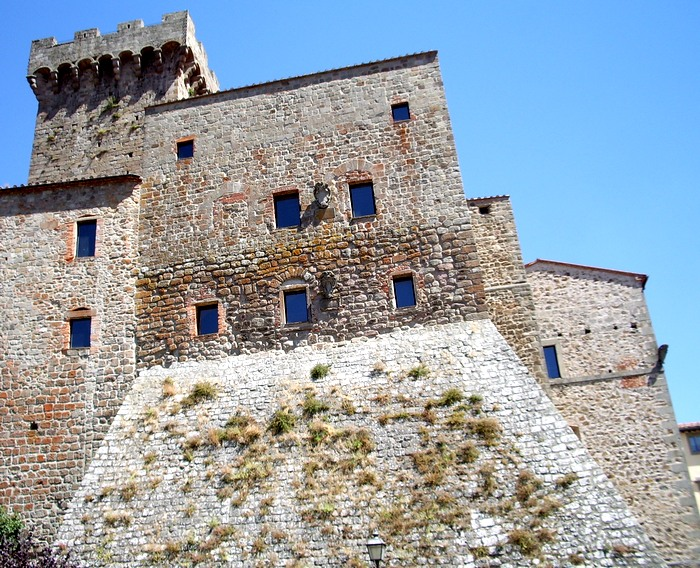
La Rocca aldobrandesca di Arcidosso

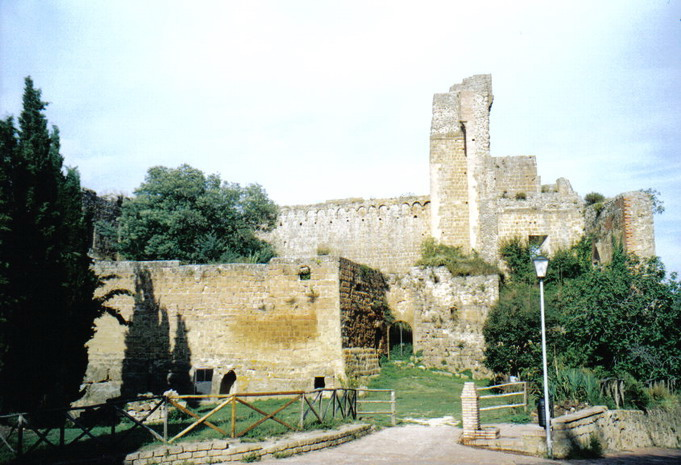
La Rocca aldobrandesca di Sovana

Le rocche aldobrandesche sono castelli di epoca medievale fatte costruire o entrate in possesso della famiglia Aldobrandeschi. Si caratterizzano per la loro ubicazione nella parte sommitale all'interno di borghi o altri insediamenti abitativi.

## Caratteristiche
Erano generalmente costituite da un corpo di fabbrica principale, il palazzo padronale, e da una torre attigua con funzioni di avvistamento e, talvolta, anche difensive.
In alcuni casi il complesso della rocca era più articolato, tanto da poter essere considerato come un vero e proprio castello urbano, essendo delimitato da una indipendente cerchia muraria, ben distinta da quella del rimanente centro abitato, e costituito da più fabbricati autonomi collegati tra loro da una serie di vicoli. Esempi di questo tipo sono il Castello di Montemassi e il Castello di Rocchette di Fazio, inquadrabili comunque come rocche aldobrandesche.
Un caso a parte è rappresentato, invece, da Palazzo Aldobrandeschi a Grosseto, il quale, ristrutturato quasi interamente agli inizi del secolo scorso, non è propriamente una rocca ma un palazzo signorile sempre di epoca medievale dove la famiglia risiedeva ma era completamente distinto dall'antica rocca aldobrandesca di Grosseto, non più esistente.

## Territorio
Il territorio controllato dagli Aldobrandeschi comprendeva una vasta area a cavallo tra la Toscana centro-meridionale ed il Lazio settentrionale, interessando in modo più o meno diffuso gli attuali territori provinciali di Grosseto, Livorno, Siena e Viterbo.
Nel corso del tempo si è verificata la spartizione dei territori nella Contea di Sovana e nella Contea di Santa Fiora, gran parte delle quali furono ereditate, in epoche diverse, rispettivamente dagli Orsini e dagli Sforza. Altri territori furono persi, soprattutto a vantaggio della Repubblica di Siena.

## Elenco
Numerose sono le fortificazioni, costruite o conquistate dalla famiglia Aldobrandeschi, che hanno svolto in epoca medievale le funzioni di rocca aldobrandesca.

### Provincia di Grosseto
- Rocca aldobrandesca (Arcidosso)
- Rocca aldobrandesca (Buriano)
- Rocca aldobrandesca (Campagnatico)
- Rocca aldobrandesca (Cana)
- Rocca aldobrandesca (Capalbio)

La Rocca di Piancastagnaio negli anni 20

- Rocca aldobrandesca (Castell'Azzara)
- Rocca aldobrandesca (Castell'Ottieri)
- Rocca aldobrandesca (Giuncarico)
- Rocca aldobrandesca (Isola del Giglio)
- Rocca aldobrandesca (Manciano)
- Rocca aldobrandesca (Montauto)
- Rocca aldobrandesca (Montemassi)
- Rocca aldobrandesca (Montepescali)
- Rocca aldobrandesca (Pitigliano)
- Rocca aldobrandesca (Porto Ercole)
- Rocca aldobrandesca (Roccalbegna)
- Rocca aldobrandesca (Roccastrada)
- Rocca aldobrandesca (Roccatederighi)
- Rocca aldobrandesca (Rocchette di Fazio)
- Rocca aldobrandesca (Santa Fiora)
- Castello di Sassoforte (Sassofortino)
- Rocca aldobrandesca (Saturnia)
- Rocca aldobrandesca (Scarlino)
- Rocca aldobrandesca (Selvena)
- Rocca aldobrandesca (Semproniano)
- Rocca aldobrandesca (Sorano)
- Rocca aldobrandesca (Sovana)
- Rocca aldobrandesca (Sticciano)
- Rocca aldobrandesca (Talamone)
- Rocca aldobrandesca (Tatti)
- Rocca aldobrandesca (Torniella)

### Provincia di Livorno
- Rocca aldobrandesca (Suvereto)

### Provincia di Siena
- Rocca aldobrandesca (Castiglione d'Orcia)
- Rocca aldobrandesca (Piancastagnaio)
- Rocca aldobrandesca (Radicofani)
- Rocca aldobrandesca (Tentennano)

### Provincia di Viterbo
- Rocca aldobrandesca (Montalto di Castro)
- Rocca aldobrandesca (Tuscania)